# 破篾黄竹
破篾黄竹（学名：Bambusa contracta）为禾本科簕竹属下的一个种。

## 扩展阅读
- 維基物種上的相關：破篾黄竹